# Marshall-kereszt
A Marshall-kereszt a mikroökonómiában egy piac parciális egyensúlyi modelljét szemléltető ábra.
Ha feltesszük, hogy a normális körülmények között minél magasabb az ára egy adott árunak, annál többet kínálnak, s annál kevesebbet keresnek belőle, akkor a kínálatot egy szigorúan monoton növekvő, a keresletet egy szigorúan monoton csökkenő görbe ábrázolja egy olyan koordináta-rendszerben, ahol az egyik tengelyre a termék árát, a másikra a mennyiséget mérjük fel. A két görbe keresztezi egymást, s a közös metszéspontjuk határozza meg azt a mennyiséget, amely a piacon egyensúlyban értékesítésre kerül, valamint a hozzájuk tartozó egyensúlyi árat. Az ábrán látható keresztszerű alakja. Elsőként Alfred Marshall alkalmazta, innen kapta a nevét. 
Azonban nem csak arra jó, hogy bemutassuk a piac egyensúlyi és nem egyensúlyi helyzeteit, hanem arra is, hogy a piac mechanizmusát nyomon kövessük, vagyis azt, hogy az ár, a kereslet és a kínálat kölcsönhatása hogyan viszi a piacot az egyensúly felé.